# Fabian Hari
Fabian Hari (* 1996) ist ein Schweizer Unihockeyspieler. Er wechselte zu Beginn der Saison 2017 vom UHC Thun zu den Tornados Frutigen. Seit der Saison 2019/2020 steht er beim UHC S.D. Heimberg unter Vertrag.

## Karriere

### UHC Thun
Hari begann seine Karriere beim UHC Thun, bei welchem er 2015 erstmals in der Nationalliga A zum Einsatz kam. 2016/17 absolvierte der U21-Spieler erneut sechs Partien in der höchsten Schweizer Spielklasse, bevor er auf die Saison 2017/18 fix in das Kader der ersten Mannschaft aufgenommen wurde. Vor Abschluss des Transferfensters schloss sich Hari dem UHT Tornados Frutigen an.

### UHT Tornados Frutigen
In der Saison 2017/2018 wechselte er zum UHT Tornados Frutigen und schaffte mit dem Team sogleich den Aufstieg in die 1. Liga.